# Rise Against
Rise Against — американський панк-рок гурт з Чикаго (Іллінойс) утворений влітку 1999 року. Перші п'ять років свого існування гурт видавався на незалежному лейблі Fat Wreck Chords на якому встиг видати два студійні альбоми: The Unraveling (2001) та Revolutions per Minute (2003). Обидва альбоми мали успіх серед слухачів панк-року та у 2003 році гурт підписав контракт з відомим звуковидавництвом Geffen Records. Дебютний альбом виданий на цьому лейблі, Siren Song of the Counter Culture, приніс успіх колективу, не лише серед слухачів панк-року, а і серед слухачів більш масової музики.

## Учасники гурту
Поточний склад
- Тім Макілрот — вокал, ритм-гітара (з 1999)
- Джо Прінсайп — бас-гітара, бек-вокал (з 1999)
- Брендон Барнс — ударні, перкусія (з 2000)
- Зак Блер — соло-гітара, бек-вокал (з 2007)

Колишні учасники
- Тоні Тінтарі — ударні (1999—2000) (тільки в Transistor Revolt)
- Mr. Precision (Ден Влекінскі) — соло-гітара, бек-вокал (1999—2002)
- Тод Моні — соло-гітара, бек-вокал (2002—2004)
- Кріс Чессі — соло-гітара, бек-вокал (2004—2007), ексучасник гурту (Reach the Sky)

## Дискографія
- The Unraveling (2001)
- Revolutions per Minute (2003)
- Siren Song of the Counter Culture (2004)
- The Sufferer & the Witness (2006)
- Appeal to Reason (2008)
- Endgame (2011)
- The Black Market (2014)
- Wolves (2017)
- Nowhere Generation (2021)